# Rönne (Adelsgeschlecht)

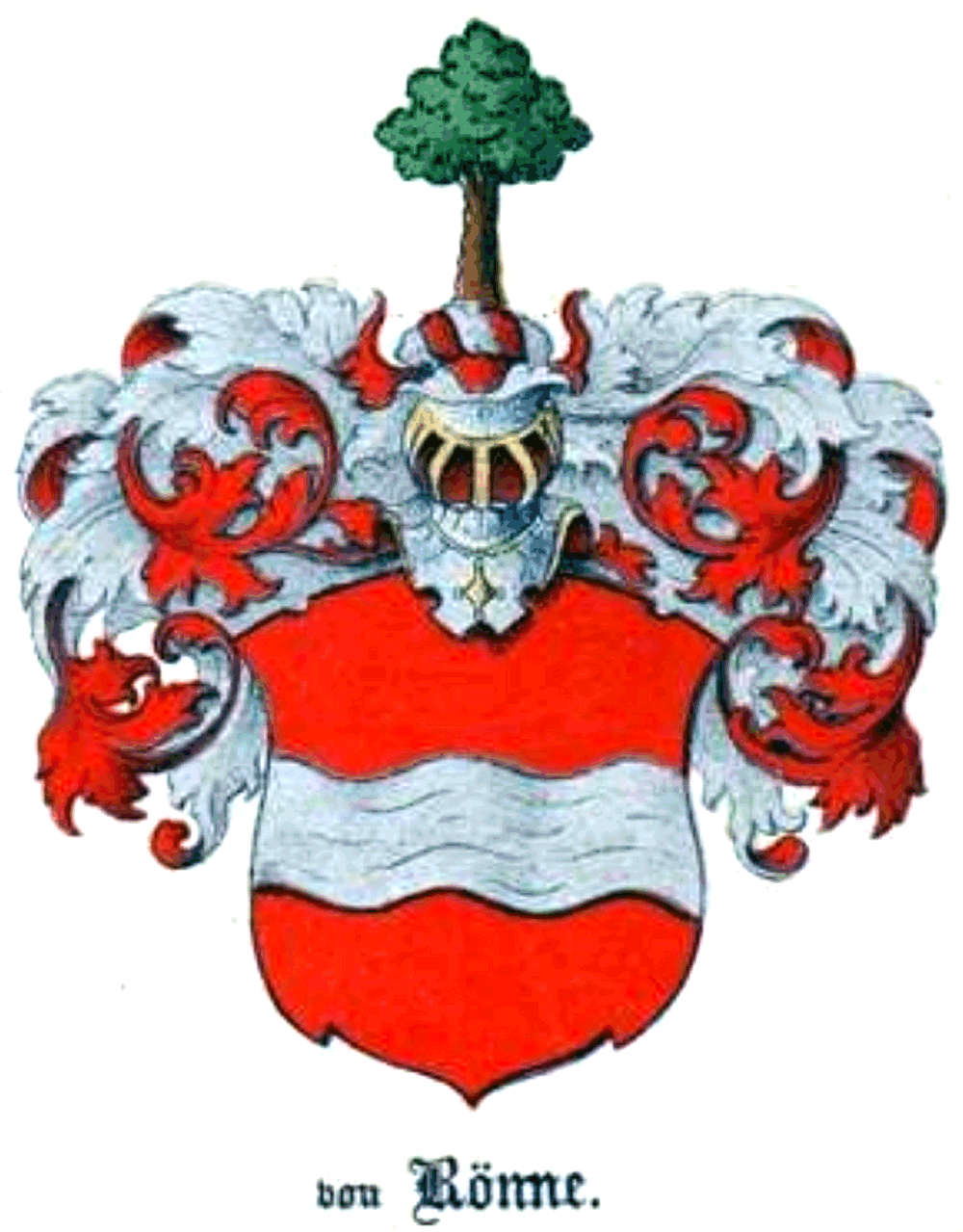
Stammwappen derer von Rönne

Die Familie von Rönn/Rönne/Rönnen ist eine alte, noch heute in Deutschland existierende Adelsfamilie aus dem Herzogtum Bremen, des Weiteren ab der ersten Hälfte des 15. Jahrhunderts in Livland, Kurland und später auch in Samogitien ansässig. Ab dem 16. und 17. Jahrhundert auch in Dänemark zu finden. Im 18. Jahrhundert ebenfalls in Pommern niedergelassen.

## Im Herzogtum Bremen und Umgebung
Die Familie ist bereits zu Zeiten des Erzbischofs Johann Rode (Erzbischof von 1496–1511) ritterlich gewesen. Im Kirchspiel zu Osten an der Oste hatte die Familie von Rönne seit 1450 Ländereien: Diederich von Rönne erhielt 1450 das Gericht zu Osten vom Erzbischof Gerhard III. zu Lehn. Im Jahre 1500 lebten Diederich, Claus und Erich von Rönne im Herzogtum Bremen. Bis in das Jahr 1650 hatte die Familie das Kirchspiel Osten in Lehn und den Erbtitel auf das Gericht. Der rinnende Fluss vom Wappen der Familie wurde zum Amtssiegel des Kirchspieles. Noch heute ziert ein Fluss teilweise das Wappen der Stadt Osten. Die männliche Nachkommenschaft derer von Rönne ist im Kirchspiel von Osten nach 1650 erloschen.
Im Jahre 1692 erbaute der Herr Johann von Rönne bei Ahlerstedt, auf einem sehr sumpfigen Orte mit viel Mühe, einen adeligen Hofe. Die Familie war noch bis 1777 in Ahlerstedt und Alderdorf bei Osten ansässig.

## In Dänemark
Aus dieser Familie stammte auch Claus von Rönne, der Kapitän in der Armee des dänischen Königs war. Er blieb nach seinem Kriegsdienst in Dänemark und gründete den dänischen Familienzweig derer von Rønne. Die Familie erwarb neben anderen das Gut Holredrupgard. Zwei bekannte Namen aus diesem Stamm sind Otto von Rønne, dänischer Major, und Eylard von Rønne, der in jungen Jahren und kinderlos vor den Toren von Trier erschlagen wurde. Weitere Nachfahren dieser Linie sind nicht beschrieben worden.

## In Pommern
Die Familie war im Jahre 1720 in Zuchow und 1749 in Dübzow bei Regenwalde begütert.

## In Livland, Kurland und Litauen

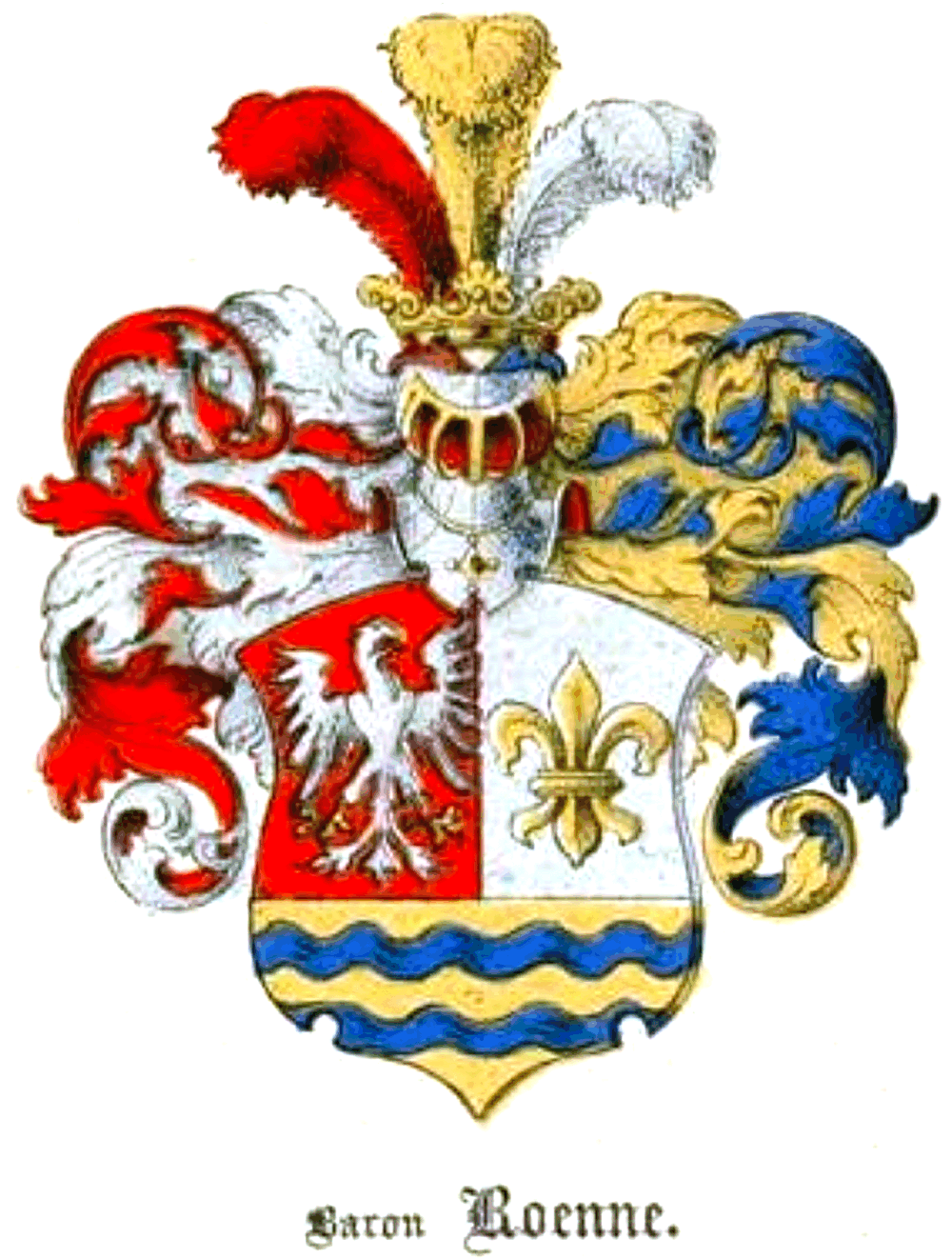
Wappen der Baltischen Barone von Roenne

Der erste in Livland genannte von Rönne war um 1340 Herr Johann Renne der Domherr von Dorpat. Auch Hauptmann der Ronneburg genannt.
In den Matrikeln des 15. Jahrhunderts in Livland werden sie mit einem vererblichen Adelstitel (Baron) genannt und als Grundbesitzer aufgeführt. Die Familie gehört aber nicht zum livländischen Uradel.
Anfang des 16. Jahrhunderts teilt sich die Familie in zwei Stammbäume auf. Der ältere in Pilten, der andere aber in Kurland. In Kurland gab es bereits 1567 ein Gut mit dem Namen Rennes, dies ist der gebräuchliche Name der Familie im russischsprachigen Raum; ob die Namensgleichheit ein Zufall war, kann man nicht mehr sagen. Zu den Ländereien bei Pilten und Kurland zählten unter anderen die Güter Appusen, Drogen und Dahmen. Später besaß die Familie Rönne, durch erbliche Titel, auch in Samogitien Ländereien, zum Beispiel Scharcken  und Turlauken.
Der in Livland verbliebene Familienzweig muss im 16. Jahrhundert ausgewandert oder ausgestorben sein, denn erst Ende des 17. Jahrhunderts (1693) wird wieder ein von Rönne in den Matrikeln genannt.
Der bekannteste Vertreter dieses Stammes war Carl Ewald von Rönne ein russischer General und Ritter des Sankt-Andreas-Orden, des polnischen Weißen Adler Ordens sowie des preußischen Orden De la Générosité. Der russische Zar Peter I. hat Carl Ewald von Rönne im Jahre 1712 in den Freiherrenstand erhoben. Dessen Sohn Carl Freiherr von Roenne wurde 1732 mit der Verleihung eines neuen Wappens in den polnischen Freiherrenstand erhoben.
Ende des 16. Jahrhunderts siedelten die von Rönne auch in Litauen. Sie werden in Nord-Žemaitija sesshaft. Hier war Felix Baron von Rönne der bekannteste Familienangehörige. Er war polnischer Kammerherr bei König
Stanislaus II. und bekam im August 1799 den Sankt-Stanislaus-Orden verliehen. In der Verleihungsurkunde wird er als Baron tituliert. Im Besitz des Familienzweiges waren mehrere Güter z. B. Renavas (Rennow), Gargsdai, des Weiteren Hlinowka, Obakie und Zawierz.

## Wappen
- Das Stammwappen der Rönne zeigt in Rot einen silbernen Wellenbalken. Auf dem rot-silbern bewulsteten Helm mit rot-silbernen Helmdecken  ein natürlicher Laubbaum. Der Baum ähnelt einer Eberesche, in einigen skandinavischen Ländern heißt die Eberesche auch Rönnebaum oder Rönne. Ein anderer Herkunftsgrund könnte eine zeitlich früher liegende Lehnschaft in der Nähe der Rönne gewesen sein. Dies war ein Wasserlauf von einem Moor hin zur Oste.[7]
- Das Wappen der baltischen Barone von Roenne von 1732 ist über dem goldenen Schildfuß mit zwei blauen Wellenbalken gespalten, rechts in Rot ein einwärts sehender silberner Adler, links in Silber eine goldene Lilie. Auf dem Helm mit rechts rot-silbernen, links blau-goldenen Decken drei (rot, gold, silber) Straußenfedern.[8]

## Bekannte Familienangehörige
- Carl Ewald von Rönne (1663–1716), russischer General der Kavallerie
- Karl Gustav von Rönne (1720–1786), russischer Generalleutnant
- Gustav von Rönne (1779–1849), russischer Generalmajor
- Dorothea von Rönne (1786–1869), Äbtissin des Cathrinen-Stifts in Mitau
- George von Rönne (1790–1838), russischer Generalmajor
- Ernst von Rönne (1796–1847), russischer Generalmajor
- Friedrich von Rönne (1798–1865), deutscher Jurist, Diplomat und Politiker
- Ludwig von Rönne (1804–1891), deutscher Jurist, Publizist und Politiker
- Alexis von Roenne (1903–1944), deutscher Oberst und Widerstandskämpfer
- Sören von Rönne (* 1962), deutscher Springreiter
- Ronja von Rönne (* 1992), deutsche Journalistin und Schriftstellerin